# 醫局街
22°19′41″N 114°09′36″E / 22.3281°N 114.1600°E
醫局街（英語：Yee Kuk Street）是香港九龍深水埗的一條單向街道，與荔枝角道平行。東南面起自界限街，西北端左轉連接九江街，這一段長約600公尺。
醫局街在長沙灣蔬菜批發市場西北面的發祥街起另有一小段，只有約60公尺，該處為醫局街555號怡高工業中心，醫局街盡頭為宏昌工廠大廈東南面前的丹荔街，車輛只准左轉入丹荔街，繞到宏昌工廠大廈北面，可駛出荔枝角道，或繞回醫局街。
這兩段的醫局街被深水埗公園、東京街及長沙灣蔬菜批發市場所分隔，該處昔日為深水埗軍營。

## 醫局西街
醫局西街位於北長沙灣工業區內，在1920年代初填海規劃中，原本會與醫局街連接，但及後由於更改土地用途，兩條街最終未能連接，相距甚遠；為方便辨識，比較短的一段1970年代改名為醫局西街。醫局西街長約170公尺，南端起於青山道，北接一條掘頭路榮達街（即龍翔工業大廈通往1樓A的後門），中間穿過永康街和瓊林街。

## 歷史

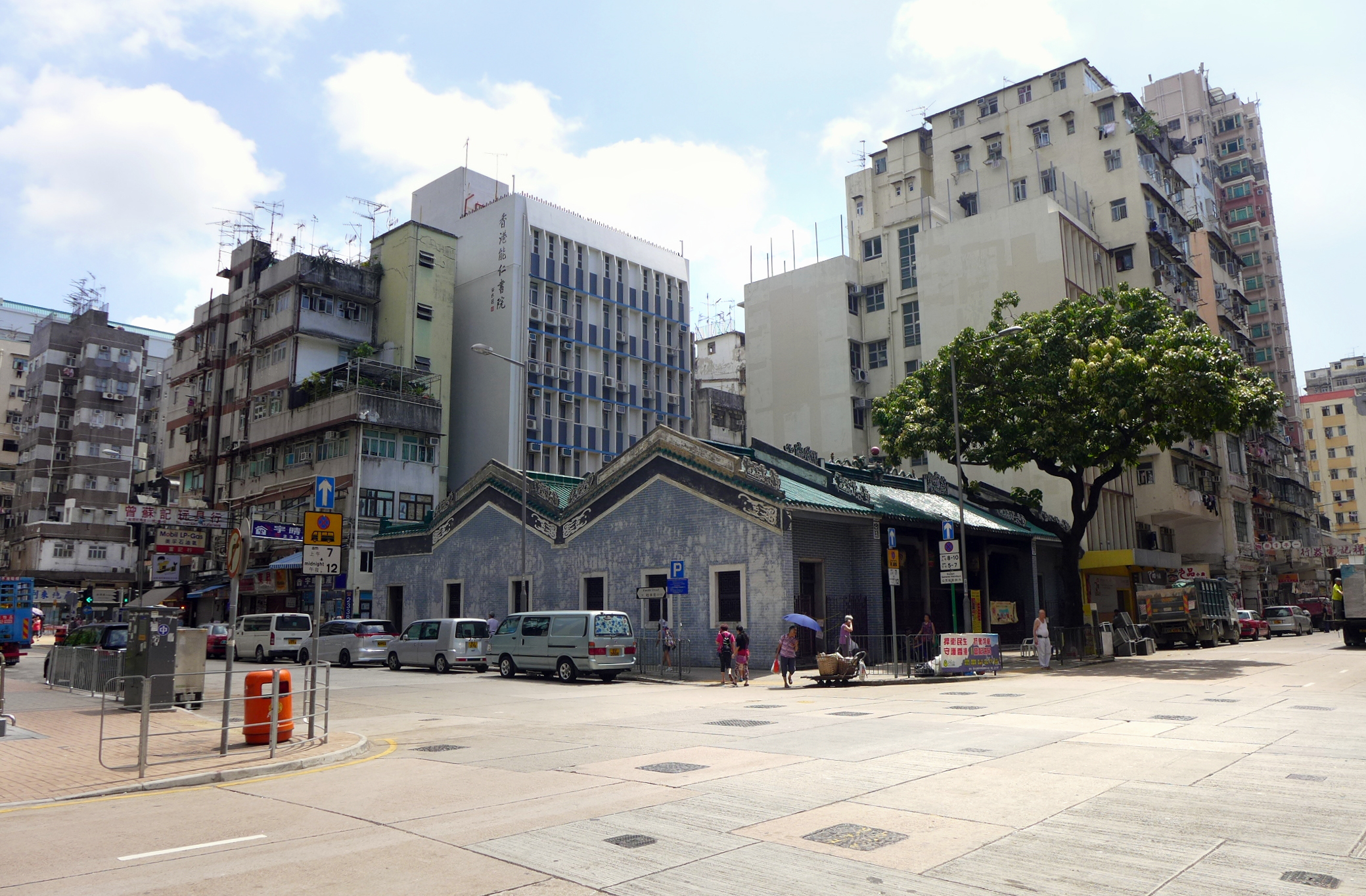
醫局街近桂林街的路段，右方是深水埗天后廟前的大樹

醫局街因鄰近的深水埔公立醫局而得名。1920年代整條街皆為樓高三、四層的唐樓。後來因人口急劇增加，政府於1955年修訂《建築物條例》，放寬對建築物高度的規定，間接導致這些樓宇一一拆卸重建。
醫局街與桂林街交界的一棟唐樓，是錢穆及唐君毅等人在1950年代所創的新亞書院舊址。在「荔枝角道╱桂林街及醫局街發展計劃」下，亦難逃清拆的命運。市區重建局發言人表示會準備在該舊址建造紀念公園， 以反映新亞書院過去在區內的歷史，並且弘揚新亞精神。
依據1960年代末的深水埗地圖，可發現南昌街與北河街之間的醫局街，曾設有一個露天站頭「深水埗碼頭總站」。雖然今天的醫局街距離海邊超過850公尺，但在西九龍填海之前，醫局街旁的通州街其實已經面臨海旁，昔日的深水埗碼頭就是位於北河街與通州街交界。所以在填海工程前，醫局街與海旁也只有相隔百多公尺。而當年以深水埗碼頭為總站的巴士線包括有1956年開辦往返九龍城碼頭的九龍巴士12A線、1963年開辦往返荃灣碼頭的九龍巴士33線、1970年開辦往返石蔭的九龍巴士35A線與往返九龍城碼頭的九龍巴士2B線、以及1971年開辦往返中葵涌的九龍巴士33A線等。但隨著線路延長和深水埗碼頭在1999年遷移等因素，今天這些路線已經大幅改變或甚至取消。

## 相關新聞
2011年有報導，醫局街一塊Ｔ形舊式街牌從大廈外牆不翼而飛。

## 市區重建

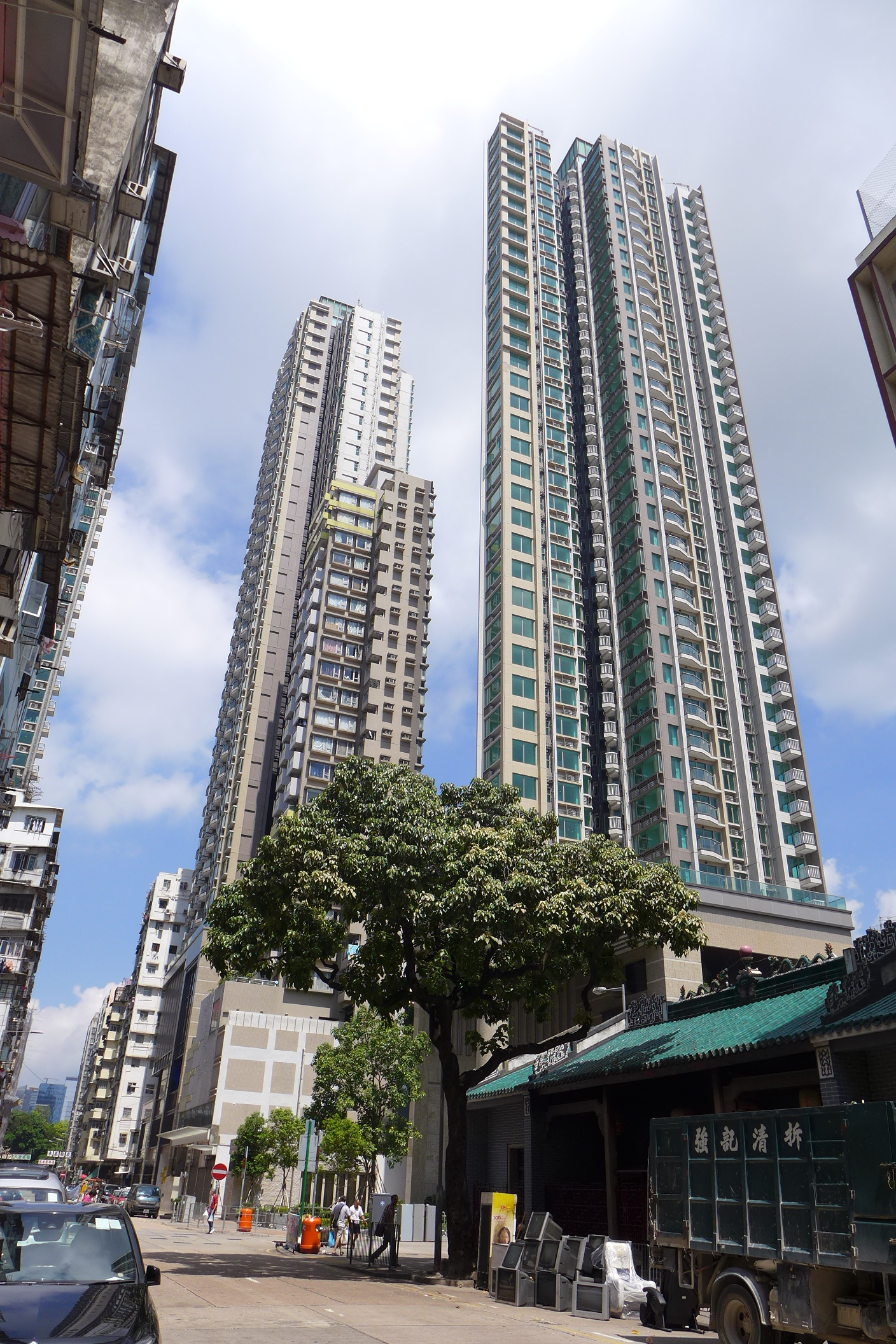
丰滙

市區重建局於2005年3月展開一項「荔枝角道╱桂林街及醫局街發展計劃」，涉及桂林街與欽州街之間一段醫局街與荔枝角道共17幢樓宇，地盤佔地3,339平方米，於2015年落成。市建局於2012年進行招標。經過公開招標，由長江實業之全資附屬公司Grandwood Investments Limited競投獲得，估計投資總額近20億港元。重建後會有3幢樓高23層的住宅大樓及一個商用平台。由3座大廈組成、合共提供402個單位，以三房單位作主打，最高樓層達42樓。基座由香港城市大學持有，為教職員及學生提供配套及設施。
唯2009年時，市區重建局強調，有關單位不會只以長者為銷售對象，售價會以市場價格釐定。當局亦會預留部分商舖，引入專為長者服務的社會企業。但最終未有落實。

## 沿路地點

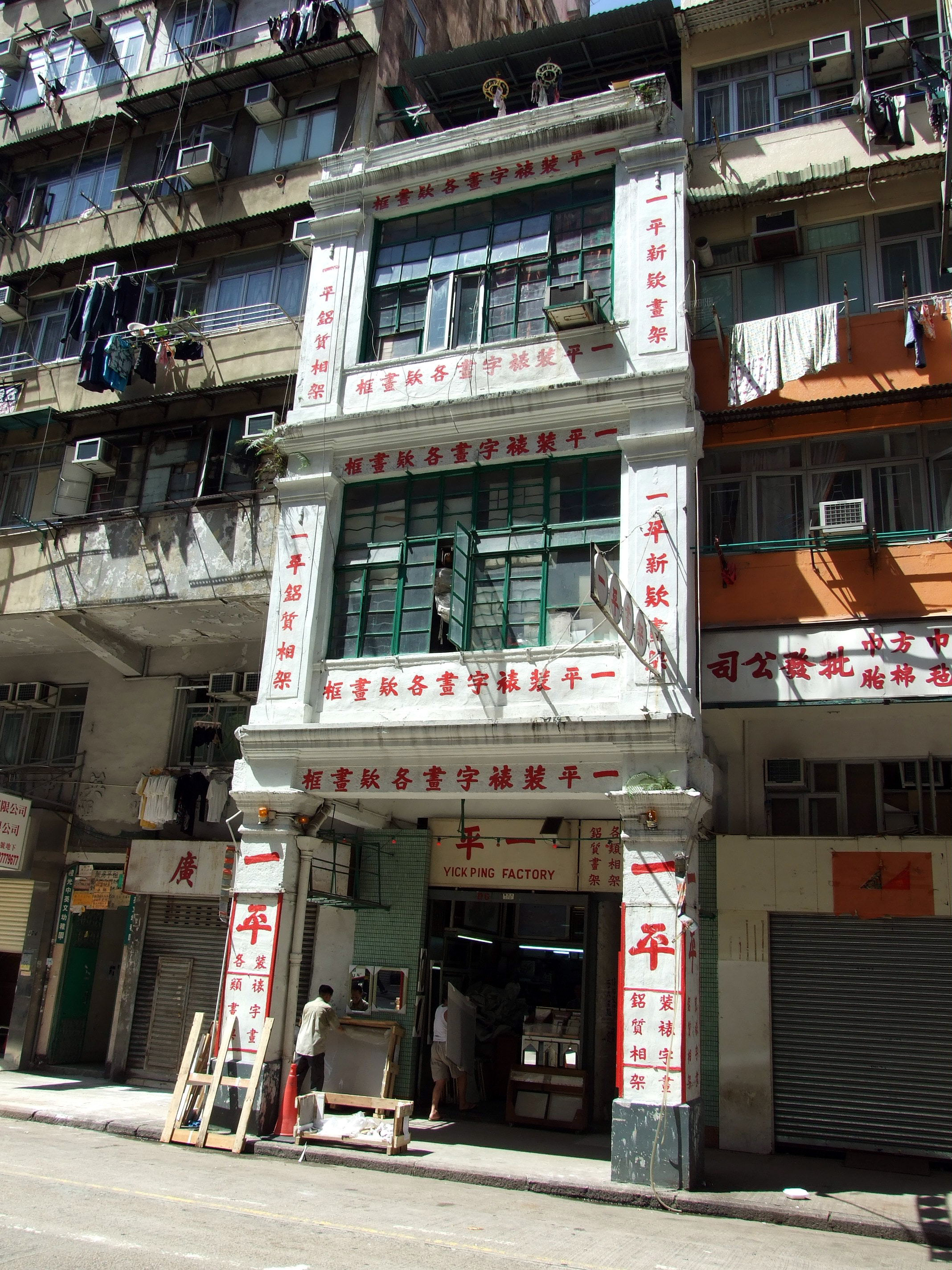
醫局街170號

- 深水埗公立醫局：醫局街137號。香港二級歷史建築，建於1930年代，現為「深水埗美沙酮診所」。
- 醫局街170號：香港二級歷史建築的三層唐樓，現為一間裝裱字畫及製造畫框的公司。
- 深水埗天后廟：醫局街 180-184號，建於1901年。
- 香港能仁專上學院：醫局街176-178號

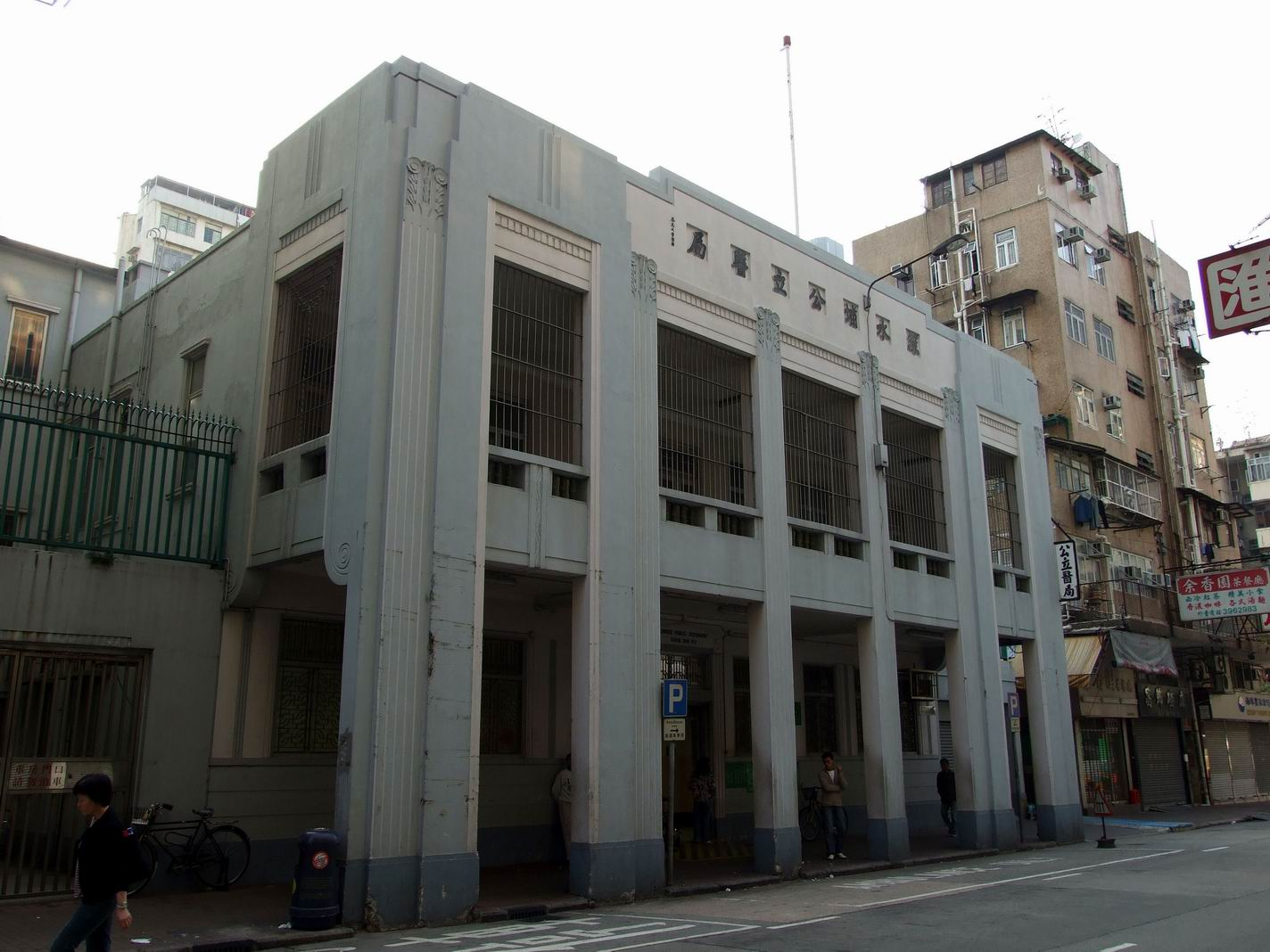
深水埗公立醫局
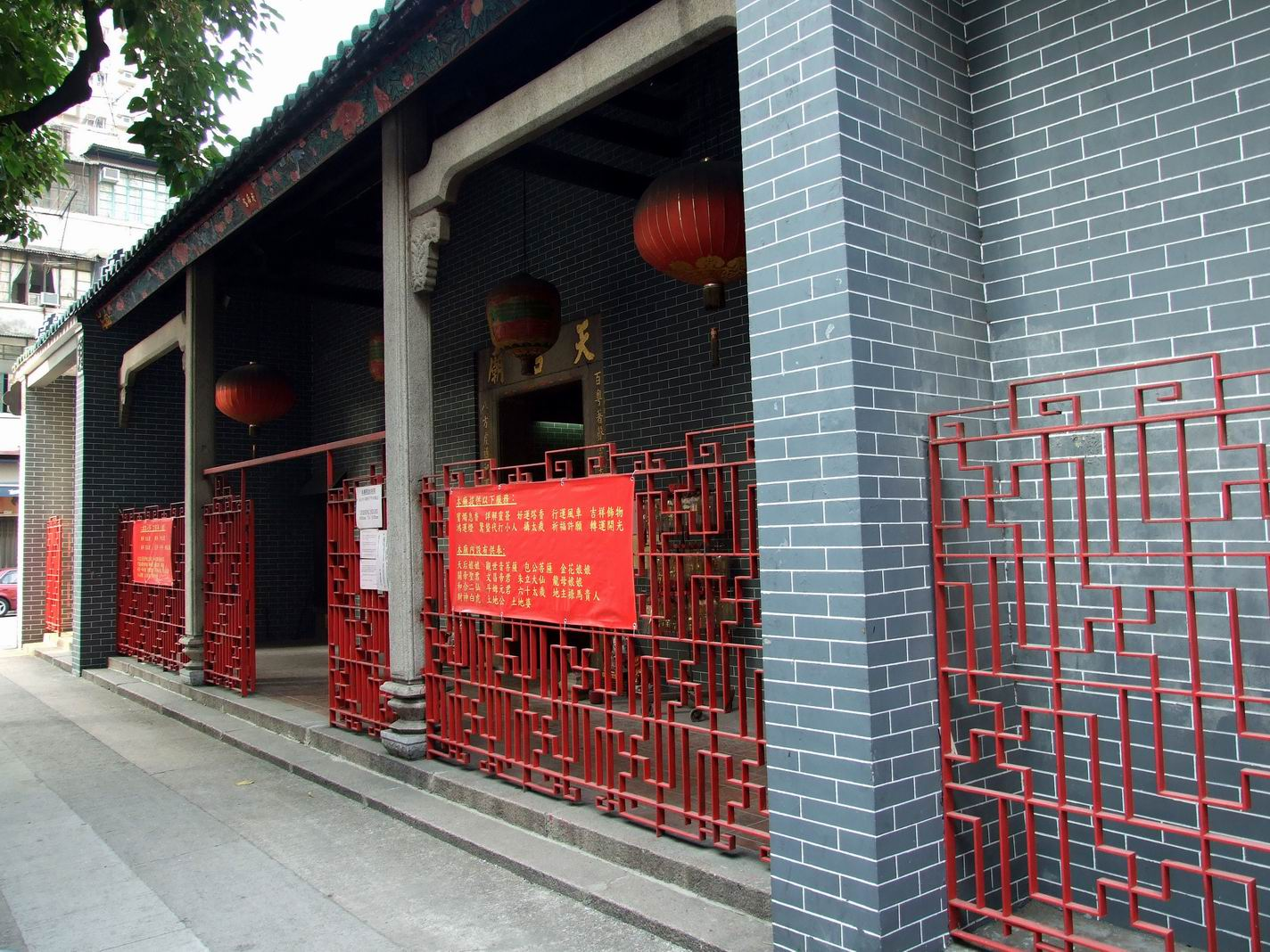
深水埗天后廟

## 交匯道路
- 石硤尾街
- 南昌街
- 北河街
- 桂林街
- 欽州街

## 交通
醫局西街有一條紅色小巴路線途經，並以此作為總站。
| 交通路線列表 |
| --- |
| 港鐵 - █ 荃灣綫：深水埗站A2、C2出口(往西南方向) - █ 東涌綫、 █ 屯馬綫：南昌站D1出口(沿欽州街西往東北方向) 深水埗（欽州街）巴士總站，沿欽州街往西南方向 紅色小巴 - 青山道至油塘線 |

## 資料來源
1. ↑  . 香港地方網站. 2012  [2012-08-04]. （原始内容存档于2017-11-07）.
2. ↑  . 香港房屋 公共屋邨圖片集 網站. 2011-05-12  [2012-08-06]. （原始内容存档于2019-06-14）.
3. ↑  .   [2023-02-22]. （原始内容存档于2023-03-06）.
4. ↑  吳志華. . 輿論酷酷酷網站 轉載明報. 2005-01-09  [2012-08-04]. （原始内容存档于2017-06-02）.
5. ↑  . 星島日報. 2007-10-19  [2012-08-06]. （原始内容存档于2019-06-14）.
6. ↑  . 戲院誌 網站. 2011-01-11  [2012-08-07]. （原始内容存档于2020-12-03）.
7. ↑  . 東方日報. 2011-03-27  [2012-08-06]. （原始内容存档于2020-04-05）.
8. ↑  . 成報. 2011-10-16  [2012-08-04].[]
9. ↑  . 市區重建局網站. 2012-05-09  [2012-08-04]. （原始内容存档于2017-07-04）.
10. ↑  . 文匯報. 2009-11-24  [2012-08-04]. （原始内容存档于2013-04-28）.
11. ↑  .   [2017-07-24]. （原始内容存档于2017-05-06）.

## 外部連結
- . 香港街道 網站. 2012-01-02  [2012-08-04]. （原始内容存档于2017-03-14）.